# Adatomo

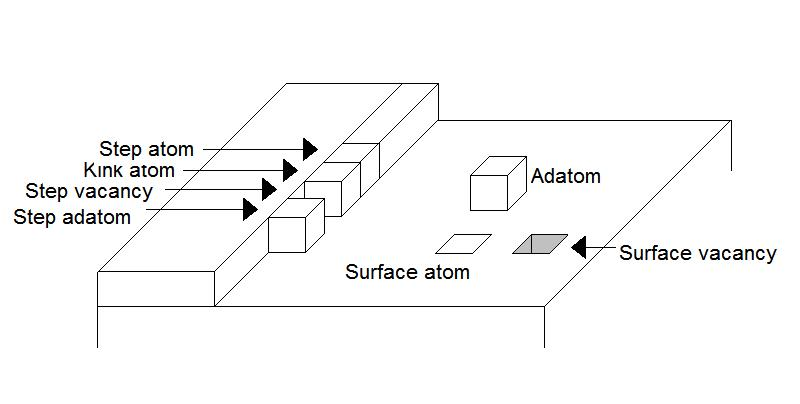
Rappresentazione delle possibili posizioni di un atomo sulla superficie di un cristallo secondo il modello TLK.

Un adatomo (calco dell'inglese adatom, contrazione di adsorbed atom, ovvero atomo adsorbito) è un atomo che giace sulla superficie di un cristallo, e può essere pensato come l'opposto di una lacuna della superficie. Il termine è utilizzato nell'ambito della chimica delle superfici per descrivere singoli atomi sulla superficie o asperità della superficie stessa. Un singolo atomo, un gruppo di atomi, una molecola o un gruppo di molecole può essere definito in modo analogo "adparticella".
Secondo il modello TLK (Terrace-Ledge-Kink), successivamente all'adsorbimento in posizione adatom, un atomo può migrare verso il bulk del reticolo cristallino, assumendo le posizioni chiamate step adatom, kink, e step. Questo modello diffusivo è valido se la superficie del cristallo è abbastanza regolare.